# Amazonie péruvienne

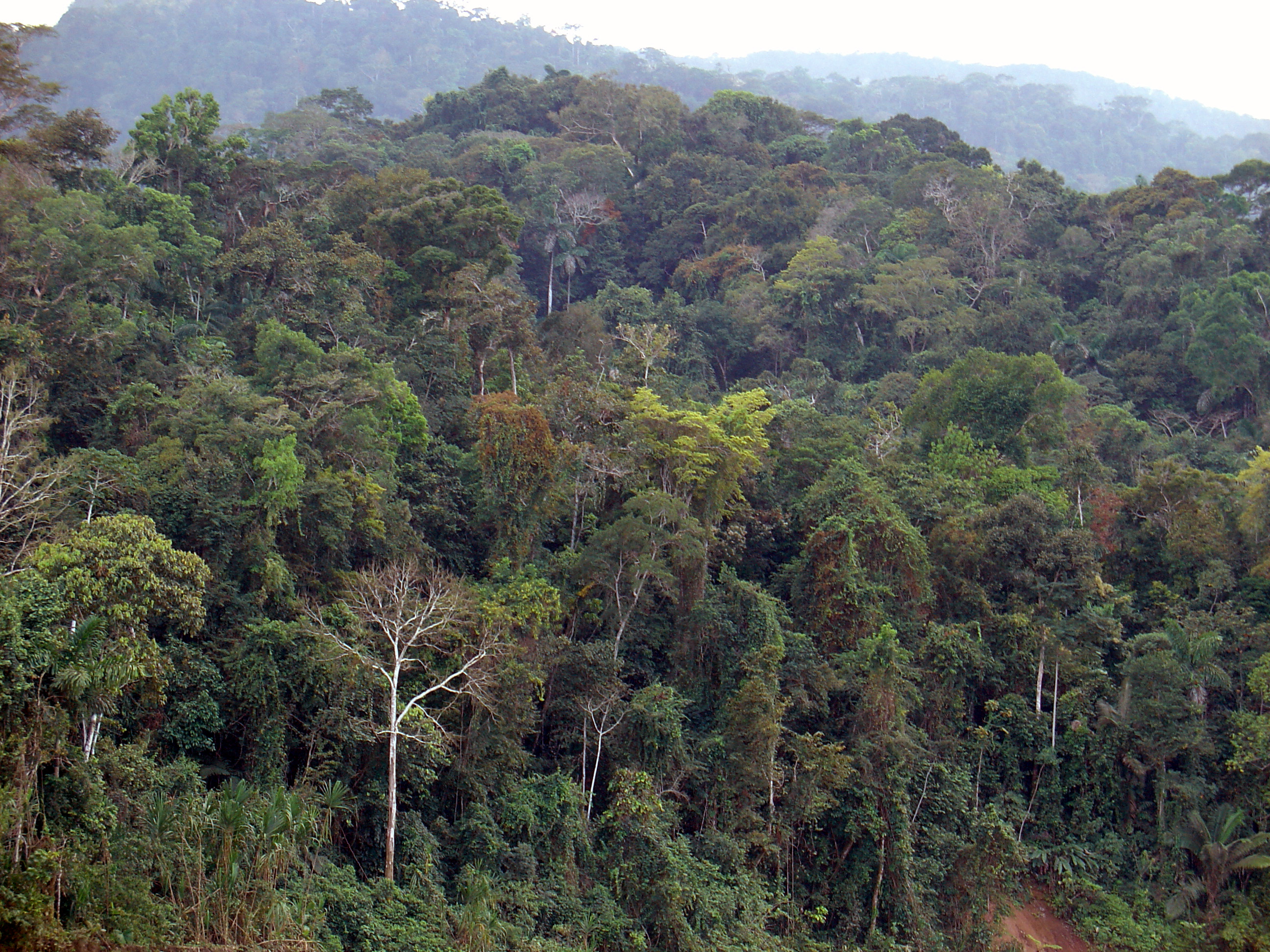
Forêt amazonienne au Pérou.

L'Amazonie péruvienne (espagnol : Amazonía del Perú), officieusement connue localement sous le nom de jungle péruvienne (espagnol : selva peruana) ou tout simplement la jungle (espagnol : la selva), est la zone de forêt amazonienne incluse dans le pays du Pérou, de l'est des Andes jusqu'aux frontières avec l'Équateur, la Colombie, le Brésil et la Bolivie. Cette région couvre 60 % du pays et est marquée par une grande biodiversité. Le Pérou possède la deuxième plus grande partie de la forêt amazonienne après l'Amazonie brésilienne (Amazônia Legal).

## Extension
La majeure partie du territoire péruvien est couverte de forêts denses du côté est des Andes, mais seulement 5 % des Péruviens vivent dans cette zone. Plus de 60 % du territoire péruvien est couvert par la forêt amazonienne, plus que dans tout autre pays.
Selon l'Institut de recherche de l'Amazonie péruvienne (Instituto de Investigaciones de la Amazonía Peruana, IIAP), la délimitation spatiale de l'Amazonie péruvienne est la suivante :
- Critères écologiques : 782 880,55 km2 (60,91 % du territoire péruvien et environ 11,05 % de l'ensemble de la jungle amazonienne).
- Critères hydrographiques ou critères de bassin : 96 922,47 km2 (37,422 mi2) (75,31 % du territoire péruvien et environ 16,13 % de l'ensemble du bassin amazonien).

## Écorégions et climat

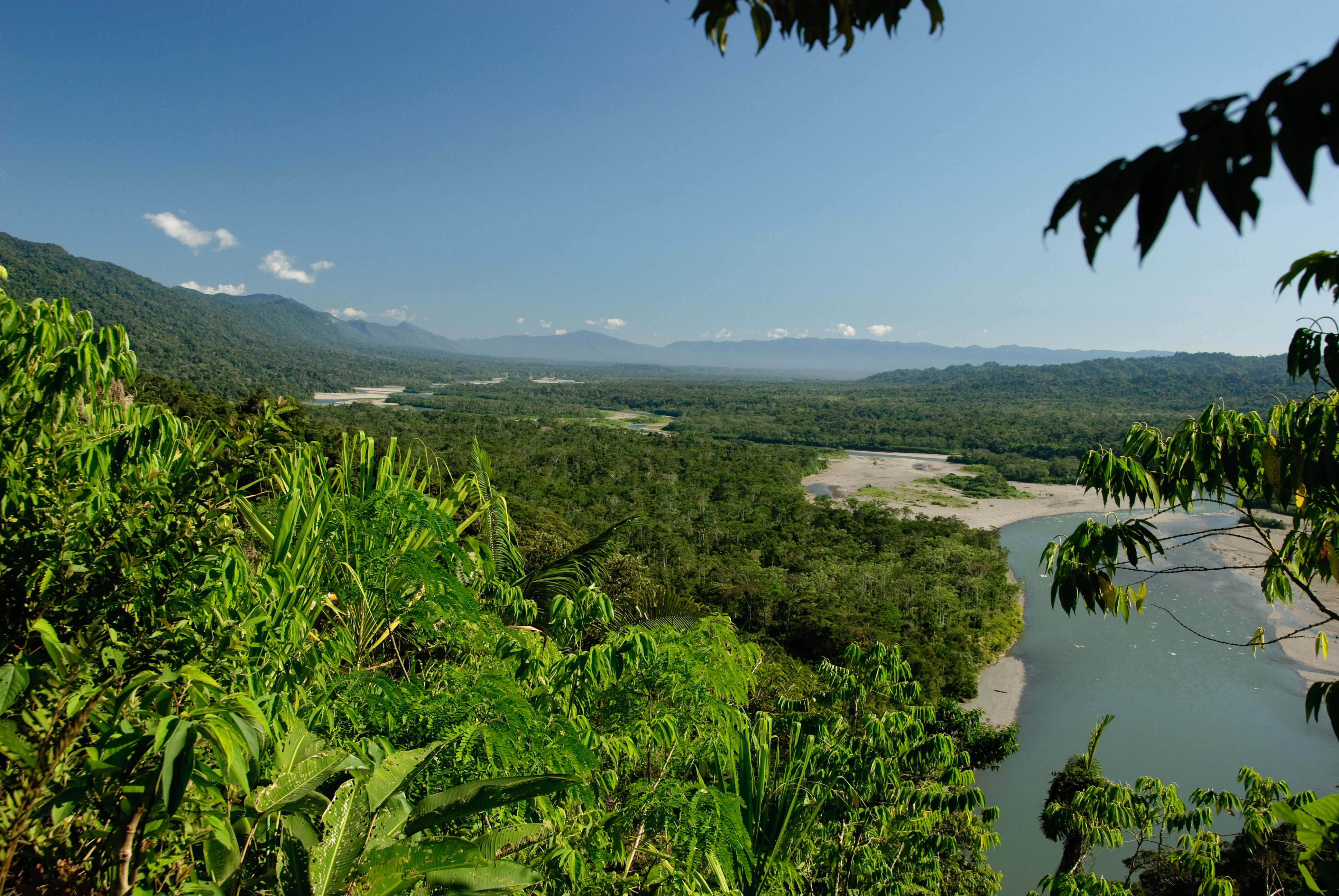
La forêt amazonienne dans le parc national de Manu.

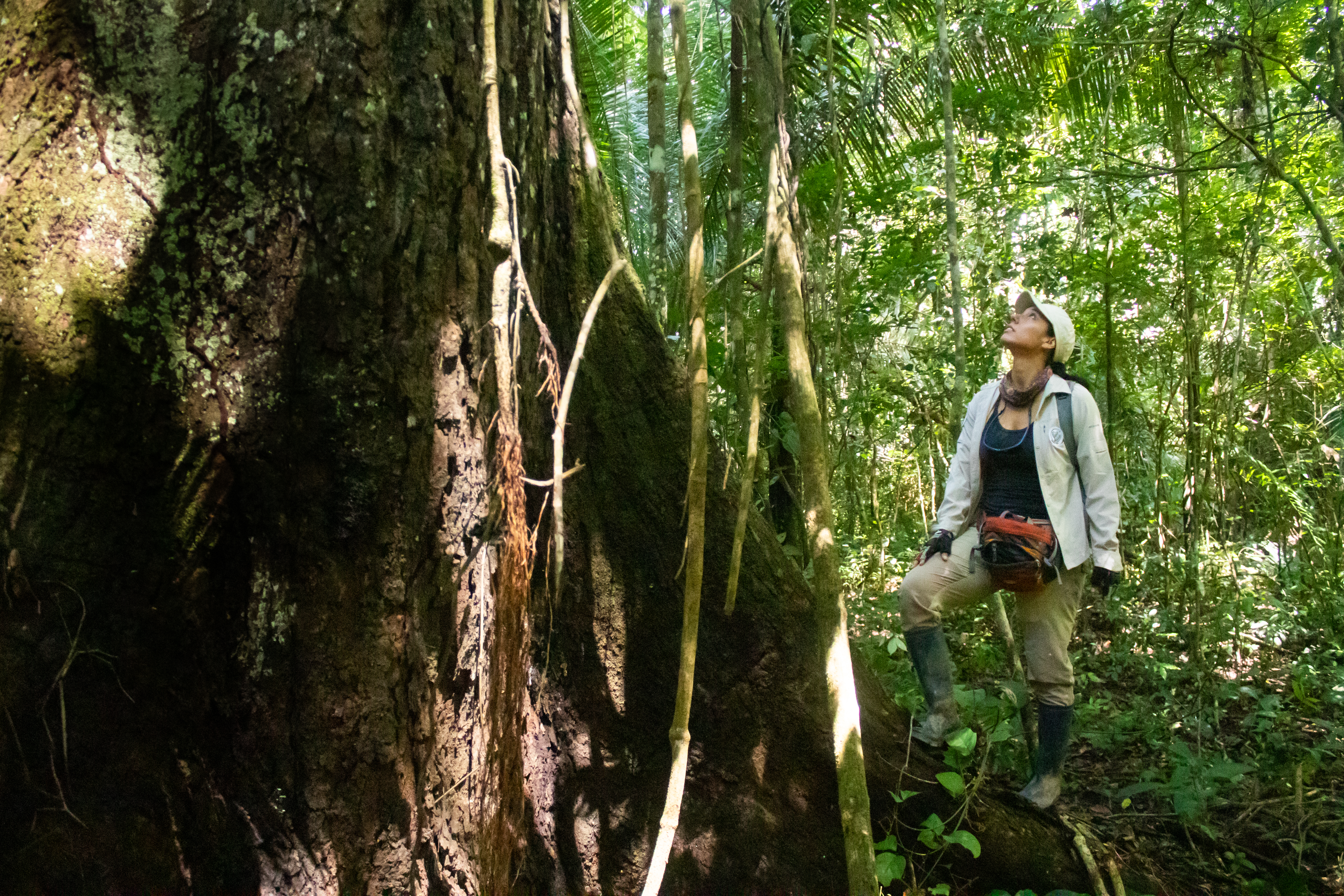
La chercheuse péruvienne Tatiana Espinosa Quiñones à côté de l'arbre Dipteryx micrantha

L'Amazonie péruvienne est traditionnellement divisée en deux écorégions distinctes :

### Jungle des basses terres
La jungle des basses terres (en espagnol Selva Baja) est également connue sous le nom de région d'Omagua, Walla, Anti, forêt tropicale amazonienne ou bassin amazonien. Cette écorégion est la plus grande du Pérou, située entre 80 et 1 000 mètres d'altitude. Il fait très chaud avec une température moyenne de 28 °C, humidité relative élevée (plus de 75 %) et précipitations annuelles d'environ 260 cm. Ses sols sont très hétérogènes, mais presque tous d'origine fluviale. En raison des températures élevées et des fortes précipitations, ce sont des sols pauvres avec peu de nutriments.
La jungle contient de longues et puissantes rivières telles que l'Apurimac, le Mantaro, l'Amazone, l'Urubamba, l'Ucayali, le Huallaga, le Marañón, le Putumayo, le Yavarí, le Napo, le Pastaza, la Madre de Dios, le Manu, le Purus et le Tigre. Le fleuve Apurímac est la source du fleuve Amazone. La réserve nationale Pacaya-Samiria, la réserve nationale Allpahuayo-Mishana et la zone de conservation régionale Tamshiyacu Tahuayo se trouvent à l'intérieur de la forêt.

### Jungle des hautes terres
La jungle des hautes terres (en espagnol Selva Alta) est également appelée région de Rupa-Rupa (es), jungle andine, ceja de selva. Cette écorégion s'étend sur les contreforts orientaux des Andes, entre 1 000 et 3 800 mètres au-dessus du niveau de la mer. Le versant oriental des Andes abrite une grande variété de faune et de flore en raison des différentes altitudes et climats de la région. Les températures sont chaudes dans les basses terres et plus fraîches en altitude. Il existe de nombreuses faunes endémiques en raison de l'isolement causé par le relief accidenté de la région.
Au sein de la forêt amazonienne, il existe plusieurs autres types de forêts mais elles ont toutes une caractéristique commune : des pluies abondantes. Au cours d'une année, une partie de la forêt tropicale reçoit entre 1 500 et 3 000 mm de pluie. Cela crée l'atmosphère tropicale typique d'une forêt tropicale, avec une température moyenne d'environ 24 °C ou plus.

## Biodiversité
La jungle amazonienne péruvienne est l'une des régions les plus diversifiées sur le plan biologique sur Terre. En tant que nation, le Pérou possède le plus grand nombre d'espèces d'oiseaux au monde et le troisième plus grand nombre de mammifères ; 44 % des espèces d'oiseaux et 63 % des espèces de mammifères habitent l'Amazonie péruvienne. Le Pérou compte également un très grand nombre d'espèces de papillons, d'orchidées et d'autres organismes.
| Taxons                        | Nombre d'espèces connues | Nombre d'espèces connues | Nombre d'espèces connues | Pourcentage d'espèces | Pourcentage d'espèces            |
| Taxons                        | Dans le monde            | Au Perou                 | En Amazonie péruvienne   | Pérou contre monde    | Amazonie péruvienne contre Pérou |
| ----------------------------- | ------------------------ | ------------------------ | ------------------------ | --------------------- | -------------------------------- |
| Amphibiens                    | 5 125                    | 403                      | 262                      | 8                     | 65                               |
| Oiseaux                       | 9 672                    | 1 815                    | 806                      | 19                    | 44                               |
| Plantes à fleurs              | 250 000                  | 17 144                   | 7 372                    | 7                     | 43                               |
| Fougères (Pteridophyta)       | 10 000                   | 1 000                    | 700                      | 10                    | 70                               |
| Mammifères                    | 4 629                    | 462                      | 293                      | 10                    | 63                               |
| Papillons (Lepidoptera)       | 16 000                   | 3 366                    | 2 500                    | 21                    | 74                               |
| Poisson (poissons de rivière) | 8 411                    | 900                      | 697                      | 11                    | 77                               |
| Reptiles                      | 7 855                    | 395                      | 180                      | 5                     | 46                               |

## Démographie

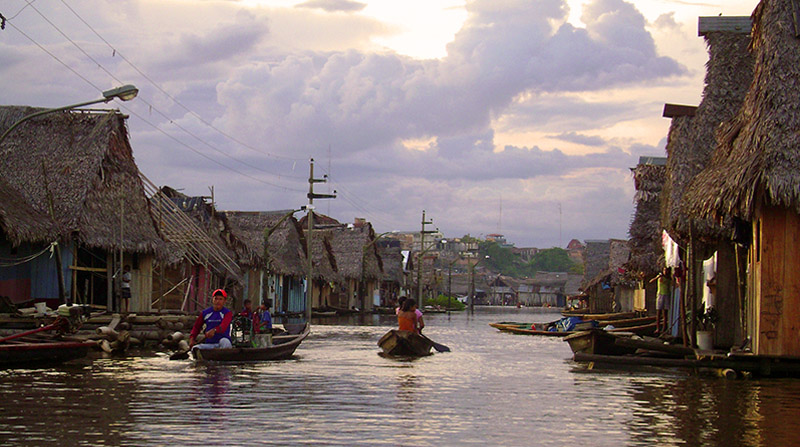
Quartier du village flottant du fleuve Amazone à Iquitos.

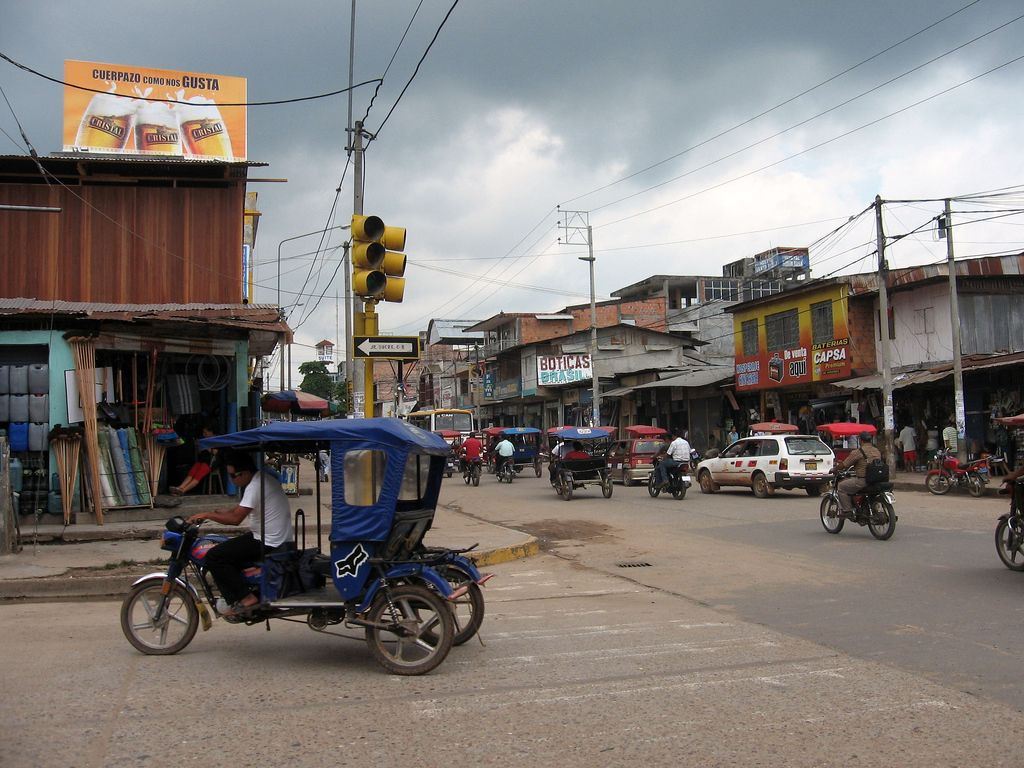
Moto taxis à Pucallpa.

Bien qu’elle soit la plus grande région du Pérou, l’Amazonie péruvienne est la moins peuplée. Elle abrite environ 5 % de la population du pays. De nombreux peuples autochtones, tels que les Aguaruna, les Cocama-Cocamilla et les Urarina habitent la jungle, certains dans un isolement relatif du reste du monde.
Les principales villes situées en Amazonie péruvienne comprennent : 
- Jungle des basses terres
  - Iquitos avec 500 000 habitants à 104 m (région de Loreto)
  - Pucallpa, avec 380 000 habitants à 154 m (région d'Ucayali)
  - Yurimaguas avec 140 000 habitants à 182 m (région de Loreto)
  - Puerto Maldonado avec 104 000 habitants à 139 m (région de Madre de Dios)
  - Tarapoto avec 181 000 habitants à 350 m (région de San Martín)
  - Jaén avec 86 743 habitants à 729 m (région de Cajamarca)
  - Moyobamba avec 77 000 habitants à 860 m (région de San Martín)
  - Bagua avec 65 000 hab. à 400 m (région Amazonas)
  - Rioja avec 60 000 hab. au 848 m (dans la région de San Martín)

## Histoire
Dans les années 1730, des missionnaires franciscains catholiques établirent des missions dans le Gran Pajonal, mais les missions furent détruites dans les années 1740 par les Asháninkas sous la direction de Juan Santos Atahualpa. Plusieurs expéditions militaires espagnoles tentèrent de réprimer la rébellion mais échouèrent ou furent vaincues. La rébellion a détruit l'entreprise missionnaire et a laissé le contrôle du Gran Pajonal à Asháninka pendant 150 ans, bien qu'ils aient souffert d'épidémies périodiques de maladies européennes et, à la fin du XIXe siècle, des raids d'esclaves par des entreprises engagées dans la collecte du caoutchouc pendant le boom du caoutchouc en Amazonie.

## Exploitation forestière illégale
Au cours des dernières décennies, l'exploitation forestière illégale est devenue un problème sérieux en Amazonie péruvienne. En 2012, la Banque mondiale estimait que 80 % des exportations de bois du Pérou étaient récoltées illégalement. Cette déforestation incontrôlée pourrait nuire aux habitats des tribus indigènes, à la biodiversité péruvienne et contribuer au changement climatique. De plus, la déforestation illégale pourrait conduire à des crimes plus violents. Cela a déjà été démontré le 1er septembre 2014, lorsque quatre dirigeants indigènes ont été assassinés, dont le célèbre militant écologiste Edwin Chota. Ces dirigeants réclamaient une protection gouvernementale contre les bûcherons illégaux, après avoir été menacés à plusieurs reprises. C'est en partie à cause de cela que les bûcherons illégaux sont accusés d'être responsables de cet assassinat.

### Émergence d’une industrie illégale
Dans le but de soutenir les revenus locaux en Amazonie, le gouvernement péruvien a accordé des contrats non transférables à certains agriculteurs pour qu'ils effectuent des activités d'exploitation forestière à petite échelle. Cependant, les grandes sociétés forestières ont rapidement commencé à rémunérer des exploitants forestiers individuels pour l'utilisation de leurs contrats et ont créé une industrie forestière illégale à grande échelle. En 1992, l'Institut National des Ressources Naturelles (INRENA) a été fondé pour garantir une utilisation plus durable des ressources nationales. Pourtant, cette institution n’a jamais pu accomplir sa mission pour plusieurs raisons. Tout d'abord, l'INRENA manquait de ressources suffisantes par rapport à l'ampleur de ses responsabilités. Parallèlement, la corruption constituait un problème à plusieurs niveaux de l'organisation. De plus, jusqu'à récemment, l'INRENA faisait partie du ministère de l'Agriculture. Cela suggère qu'INRENA n'était pas complètement indépendant ; il est hébergé dans une institution qui doit sauvegarder les intérêts du secteur agricole, ce qui pourrait être en contradiction avec l'objectif de l'INRENA.
En 2000, le Pérou a modifié la loi sur les forêts et la faune afin d'améliorer le secteur de l'exploitation forestière. Cependant, au cours des années suivantes, la situation de l'industrie du bois péruvienne n'a fait que se détériorer. Dans une certaine mesure, cela peut s'expliquer par le fait que le Brésil a illégalisé les exportations d'acajou (l'un des types de bois les plus précieux et les plus menacés au monde) à partir de 2001. Cette interdiction brésilienne est probablement à l'origine de l'augmentation des exportations d'acajou péruvien. Peu après l’interdiction, les institutions internationales ont fait part de leurs vives inquiétudes quant à l’état de l’industrie du bois péruvienne. En particulier, la Convention sur le commerce international des espèces de faune et de flore sauvages menacées d'extinction (CITES) a commencé à accorder une attention particulière au Pérou, car le commerce de l'acajou relève de la réglementation de la CITES. Même s'il fallait désormais des permis spéciaux pour récolter et exporter des espèces menacées, le secteur forestier était encore loin d'être durable.

### Exploitation illégale avec permis
Bien qu'il soit compréhensible que l'exploitation forestière illégale ne puisse pas être facilement stoppée dans l'Amazonie péruvienne (une zone inaccessible plus grande que l'Espagne), l'exportation illégale de bois est censée être plus difficile ; les expéditions sont énormes et il existe très peu de routes reliant les Amazones à la côte. Néanmoins, jusqu’à présent, il était relativement facile pour les entreprises d’expédier et d’exporter du bois illégal. Bien que le gouvernement péruvien prétende ne rien savoir de la méthode utilisée par ces entreprises, cela est de notoriété publique.
L'Environmental Investigation Agency (EIA) a fourni une image claire de ce mécanisme dans son rapport The Laundering Machine. Selon eux, le plus gros défaut du système péruvien depuis des années est l'octroi de permis d'exploitation forestière : « Les concessionnaires soumettent à l'approbation des listes qui n'existent pas dans le monde réel, et les autorités complices approuvent l'extraction de ce bois inexistant ». Ces permis permettent aux entreprises de transporter presque toutes sortes de bois (légaux et illégaux) hors du pays. Il n'y a que deux manières d'arrêter les exploitants illégaux : les attraper sur le fait ou, en cas de contrôle d'un chargement, les procureurs environnementaux doivent prouver que le bois ne provient pas de l'endroit indiqué sur le permis (ce qui n'est possible qu'en se rendant à cet endroit). Avec à peine une centaine de procureurs environnementaux au Pérou, il n’est pas surprenant que les deux méthodes soient loin d’être efficaces.

### L'accord de libre-échange américano-péruvien
L’attention internationale s’est à nouveau accrue en 2007, lorsque le Pérou et les États-Unis ont convenu d’un nouvel accord de libre-échange (ALE), mis en œuvre en 2009. Selon le représentant commercial des États-Unis (USTR), l'ALE comprenait un certain nombre d'engagements contraignants visant à garantir la protection de l'environnement, en mettant l'accent sur le secteur forestier péruvien. Les deux parties ont convenu, entre autres, des mesures suivantes : établir un organisme indépendant de surveillance du secteur forestier, pénaliser ceux qui commettent des délits liés à l'exploitation forestière, créer de nouvelles lois (et une meilleure mise en œuvre des lois existantes), élaborer un plan anti-corruption et les États-Unis fourniraient des fonds. aide. Pourtant, les résultats sont ambigus. D'une part, les partisans affirment que le secteur forestier a connu des améliorations significatives. Quelques (petites) améliorations sont effectivement visibles. Avec la création de l’Organe de Surveillance des Ressources Forestières et Faunes (Organismo de Supervisión de los Recursos Forestales y de Fauna Silvestre (es), OSINFOR), la première promesse a été tenue. Parallèlement, les autorités américaines ont commencé à former des agents péruviens chargés de l’application des lois, bien qu’à une échelle mineure.
D'un autre côté, l'ALE a provoqué de nombreux troubles sociaux, car les groupes autochtones s'attendaient à ce qu'il « incite à une destruction ultérieure et irréversible de la forêt tropicale vierge ». Les communautés locales ne sont pas les seules à critiquer l’accord. En 2010, Public Citizen a publié un article qui déclarait que, malgré toutes les promesses, « les conditions environnementales et de travail au Pérou se sont rapidement détériorées depuis l'adoption de l'ALE par le Congrès ».
Peu importe qui avait raison, l’ALE n’a pas empêché le commerce illégal de bois entre le Pérou et les États-Unis. Au moins 35 % des exportations de bois péruvien vers les États-Unis entre 2008 et 2010 contenaient du bois illégal. Ce pourcentage ne couvre cependant que le commerce des espèces réglementées par la CITES. Étant donné que très peu de types de bois sont soumis à cette législation, le pourcentage réel de bois récolté illégalement au Pérou est supposé être nettement plus élevé.

## Extraction illégale de l'or
L'exploitation illégale de l’or est endémique dans la région de Madre de Dios au Pérou et est extrêmement nocive pour l’environnement. Les particuliers extraient davantage d'or chaque année en raison de la hausse exponentielle des prix de cette matière première – une hausse de 360 % au cours des dix dernières années. Cette flambée des prix pousse de nombreuses personnes qui ne sont souvent pas en mesure d'obtenir un emploi vers le secteur de l'exploitation aurifère en raison du gain financier considérable. Avec l'autoroute interocéanique accessible, « on estime que 30 000 mineurs sont en activité sans permis légal ».
Le pays importe plus de mercure que jamais auparavant à des fins minières en raison de la hausse des prix. Dans l'exploitation minière, le mercure est utilisé pour « amalgamer les particules d'or, puis les brûler – généralement sans même une technologie rudimentaire ». L'importation de mercure à cette fin se manifeste par la pollution de l'atmosphère et de l'eau, qui a un impact direct sur la vie humaine, animale et végétale dans la région et au-delà. Une grande partie de cette contamination est le résultat du manque d'éducation de la part des personnes qui exploitent directement l'or au Pérou.

## Extraction illégale de pétrole
L’extraction pétrolière constitue une menace critique pour la santé de l’Amazonie péruvienne. Bien que la terre soit potentiellement riche en pétrole, de nombreux peuples autochtones vivent également dans la forêt amazonienne. Le projet gazier Camisea sur le lot 88 a un impact sur la vie quotidienne des résidents autochtones. Le projet Camisea présente de nombreux avantages économiques, notamment des économies pouvant atteindre 4 milliards de dollars en coûts énergétiques, mais les retombées environnementales et culturelles sont vastes. En 2008, 150 000 kilomètres carrés étaient réservés au forage pétrolier en Amazonie occidentale, et aujourd’hui, ce nombre a augmenté de façon exponentielle pour atteindre plus de 730 000 kilomètres carrés. La destruction directe et la déforestation proviennent souvent de la création de routes d’accès pour l’extraction de pétrole et de gaz. Ces routes deviennent alors des catalyseurs pour d’autres industries illégales telles que l’exploitation forestière et l’extraction de l’or.
Le terrain sur lequel se trouve Camisea se trouve dans l’une des zones les plus prioritaires en matière de biodiversité et de conservation. En outre, ces projets d’extraction pétrolière ont un impact sur le pays à travers : le déclin des stocks de poisson, la déforestation, la pollution, la maladie et la mort des populations autochtones, ainsi que les routes et la migration. La Fédération mondiale de la nature a conclu que le gouvernement a très peu de pouvoir sur ces sanctions pétrolières et qu'il existe d'innombrables failles dans la politique, ce qui rend extrêmement difficile leur arrêt dans l'exploitation minière au Pérou. De plus, seulement sept pour cent des blocs pétroliers de l’Amazonie occidentale ont été extraits, ce qui laisse entrevoir un potentiel d’exploration illégale dans des zones non découvertes.